# Napad na bank
Napad na bank (fr. Faites sauter la banque) – francuska komedia kryminalna z 1964 roku w reżyserii Jeana Giraulta z udziałem Louis de Funèsa. Zdjęcia kręcono w Saint-Germain-en-Laye.

## Fabuła
Victor Garnier, sprzedawca artykułów wędkarskich i myśliwskich, jest człowiekiem poważnym i poważanym. Za namową jednego z klientów, dyrektora banku znajdującego się naprzeciwko sklepu Garniera, sprzedawca inwestuje wszystkie swoje oszczędności w akcje firmy Tangana. Niestety ich kurs gwałtownie spada, a Victor i jego rodzina zostają bez grosza. Postanawiają odzyskać swoje pieniądze za wszelką cenę. Obmyślają plan napadu, którego głównym elementem jest podkop ze sklepu wędkarskiego do skarbca banku. Jest to zadanie trudniejsze, niż im się z początku wydawało. Rodzinie, na drodze do banku stają dziurawe rury, tunele metra, duże ilości ziemi, policja i miłość.

## Obsada
- Louis de Funès – Victor Garnier
- Jean-Pierre Marielle – Andre Durand-Mareuil
- Yvonne Clech – Eliane Garnier
- Michel Tureau – Gérard Garnier
- Anne Doat – Isabelle Garnier
- Catherine Demongeot – Corinne Garnier
- Jean Valmont – Philippe Brecy
- Georges Wilson – policjant
- Claude Piéplu – ksiądz
- Michel Dancourt – kuzyn Casimir
- Alix Mahieux – kuzynka Poupette
- Georges Adet – Gerber, strażnik w banku
- Florence Blot – sprzątaczka
- Jean Lefebvre – brygadzista na budowie
- Jean Droze – sprzedawca w sklepie budowlanym
- Guy Grosso – klient w sklepie Garniera
- Louis Viret – sąsiad Garniera